# Iván Skerlecz
Iván Skerlecz de Lomnicza (Ivan Škrlec Lomnički en croate) (1873-1951) est un homme politique austro-hongroise (croate), Ban du royaume de Croatie-Slavonie de 1913 à 1917. 

## Littérature
- Ferdo Šišić: "Povijest Hrvata: pregled povijesti hrvatskoga naroda. 1526.-1918. drugi dio", Marjan tisak, Split, 2004.  (ISBN 953-214-198-7)
- Neda Engelsfeld: "Povijest hrvatske države i prava: razdoblje od 18. do 20. stoljeća", Pravni fakultet, Zagreb, 2002.  (ISBN 953-6714-41-8)
- "Opća enciklopedija Jugoslavenskog leksikografskog zavoda", sv. 8 Š-Žva, Zagreb, 1982.